# Красный Сад (Тверская область)
Кра́сный Сад — деревня в Зубцовском районе Тверской области. Входит в состав Княжьегорского сельского поселения.

## География
Находится в южной части Тверской области на расстоянии приблизительно 3 км на юго-запад по прямой от станции Княжьи Горы.

## История
На карте 1939 года здесь было отмечено две деревни: Красный Сад с 11 дворами и Рупинка с 20 дворами (ныне южная часть Красного Сада).

## Население
Численность населения: 25 человек (русские 72%) в 2002 году, 27 в 2010.